# Barruelo del Valle
Barruelo del Valle – gmina w Hiszpanii, w prowincji Valladolid, w Kastylii i León, o powierzchni 12,96 km². W 2011 roku gmina liczyła 54 mieszkańców.